# Baiami loftyensis
Baiami loftyensis är en spindelart som beskrevs av Gray 1981. Baiami loftyensis ingår i släktet Baiami och familjen Stiphidiidae.
Artens utbredningsområde är Sydaustralien. Inga underarter finns listade.